# Falkirk (città)
Falkirk (An Eaglais Bhreac in gaelico scozzese, Fawkirk in scots) è una città della Scozia, nel Regno Unito. Fa parte dell'area amministrativa omonima, nella valle del Forth, circa a metà strada tra Edimburgo e Glasgow.